# Čata
Čata este o comună slovacă, aflată în districtul Levice din regiunea Nitra. Localitatea se află la altitudinea de 132 m deasupra n.m., se întinde pe o suprafață de 14,77 km2 și în 2017 număra 956 de locuitori.

## Istoric
Localitatea Čata este atestată documentar din 1386.

## Demografie
| An:                | 1994 | 2004   | 2014    | 2024   |
| ------------------ | ---- | ------ | ------- | ------ |
| Număr de persoane: | 1224 | 1191   | 1016    | 1041   |
| Diferență:         |      | −2,69% | −14,69% | +2,46% |

| An:                | 2023 | 2024   |
| ------------------ | ---- | ------ |
| Număr de persoane: | 1035 | 1041   |
| Diferență:         |      | +0,57% |